# Ramponio
Ramponio (Rampön o Repoon dialetto comasco, AFI: /ramˈpøŋ/ o /reˈpoːŋ/) è una frazione del comune italiano di Alta Valle Intelvi, in provincia di Como. Fu un antico comune del contado di Como nel Ducato di Milano.

## Storia

Vecchio stemma

Appartenente alla pieve d’Intelvi, nel 1240 era attribuito al quartiere di Porta San Lorenzo e Coloniola del comune di Como. Fu poi compreso nel feudo della Val d'Intelvi di cui seguì le sorti, passando sotto varie famiglie di feudatari: i Rusca (1451-1570), i Marliani (1583-1713) ed infine i conti Riva Andreotti (1713-1797). Nel 1751, risultava che le comunità di Ramponio e di Verna costituivano di fatto un unico comune ma entrambe erano separate dal resto della valle e formavano “un corpo separato a sé stante in forza di sentenza del magistrato” del 7 maggio 1687, dividendo comunque con il resto della valle i tributi fiscali.. Nel 1756, Ramponio non era più unita alla comunità di Verna che costituiva comune autonomo. In età napoleonica, Ramponio fu aggregato al comune di Scaria (1807-1816), ripristinando la propria autonomia comunale nel Regno Lombardo-Veneto dal 12 febbraio 1816. 
A partire dal 28 ottobre 1806 in questo comune vi fu una famosa rivolta guidata dal parroco, don Bartolomeo Passerini, da suo cognato, Bartolomeo Molciani e dai sacerdoti di alcuni comuni limitrofi, fra cui don Carlo Pienezza (parroco a Dizzasco) e don Giovanni Battista Majnardi.
L'insurrezione colse completamente di sorpresa le autorità che, però, rapidamente riorganizzatesi, domarono facilmente la rivolta repubblicana democratica. Dopo un processo e la condanna alla pena capitale, il 5 maggio 1807 Passerini e Molciani furono decapitati a Como, scontando con la morte il loro atto di ardimento.
Nel 1928 i comuni di Ramponio e Verna furono soppressi e aggregati nel nuovo comune di Ramponio Verna, a sua volta soppresso e unito a Lanzo d'Intelvi e Pellio Intelvi formando il nuovo comune di Alta Valle Intelvi dal 1º gennaio 2017.

## Monumenti e luoghi d'interesse

### Architetture religiose

#### Santuario di San Pancrazio
Costruito probabilmente in sostituzione di una cappella situata nei pressi di una struttura fortificata, il santuario di San Pancrazio comprende elementi romanici risalenti al secondo quarto dell'XI secolo.

#### Chiesa di San Benedetto
Già attestata nel 1186, la chiesa di San Benedetto fu costruita in stile romanico. L'intitolazione della chiesa sarebbe da attribuire a un'antica dipendenza dal monastero benedettino situato presso la basilica di Sant'Ambrogio a Milano. Nel XVII secolo andò tuttavia incontro ad alcune ristrutturazioni che comportarono, da un lato, un ingrandimento dell'unica navata e, dall'altro, un incremento dell'altezza del campanile, mediante l'aggiunta di una lanterna barocca.
All'interno, la volta del presbiterio è affrescata con una Gloria di San Benedetto, attribuita a Carlo Carloni, la quale fa da sfondo all'altare maggiore seicentesco in marmi policromi, opera di Bartolomeo della Torre. Di epoca rinascimentale è invece un tabernacolo marmoreo. Al Settecento risalgono infine sia gli altari in scagliola sia altri affreschi conservati all'interno della chiesa. Alcuni di questi affreschi sono attribuiti a Pietro Molciani.
All'esterno, addossato alla chiesa si trova un battistero che comprende alcune statue lignee e una vasca battesimale romanica in marmo bianco proveniente dal Palazzo Vendramin di Venezia. Al Cinquecento risale invece il tabernacolo conservato nello stesso battistero.

#### Oratorio della Vergine Assunta
Di origine romanica, l'oratorio della Vergine Assunta si presenta con una facciata a capanna decorata da affreschi seicenteschi che riportano le raffigurazioni di una Madonna col Bambino e i Santi Antonio abate e Lucia e di una Vergine Assunta, San Francesco d'Assisi e San Carlo. La facciata è sormontata da un campanile a vela.
Altri affreschi si trovano all'interno della chiesetta. Tra di essi spicca una Maternità realizzata nel 1492 dal pittore Gentilino (attivo anche nella parrocchiale di Claino) al'interno di una nicchia di una lesena dell’abside che richiama nella volta i costoloni e le decorazioni di San Pancrazio. La chiesa conserva inoltre alcune tele del Seicento e del Settecento, una statua lignea settecentesca e un paliotto in scagliola datato 1709, opera dell'artista Pietro Solari.
L'oratorio della Vergine Assunta è anche conosciuto con l'appellativo di "la Madonnina".

#### Oratorio di San Giovanni Nepomuceno
L'oratorio di San Giovanni Nepomuceno si presenta con una facciata barocca, leggermente concava, sormontata da un frontone triangolare spezzato.
Edificato attorno al 1724 con orientamento verso nord, l'oratorio si compone di un corpo centrale da cui sporgono i volumi delle cappelle, della sacrestia e di un locale a pianta rettangolare. Il corpo centrale è coperto da una volta a calotta ribassata su pennacchi, mentre il presbiterio è chiuso da una semicalotta. Le coperture della chiesa e delle cappelle sono invece realizzate con volte a botte.
Internamente, l'altare maggiore conserva una pala d'altare di Carlo Innocenzo Carloni. Di Domenico Quaglio sono invece una tela di Sant'Anna e alcuni affreschi, tra i quali una Gloria di San Giovanni Nepomuceno e quattro Dottori della Chiesa. Paolo Carpani è invece l'autore degli stucchi che ornano l'interno dell'oratorio.

#### Oratorio di San Gaetano
Lungo la strada verso San Pancrazio si trova l'oratorio di San Gaetano. Iniziato nel 1702 da Carlo Orsoline, fu completato dallo scultore Giovanni Battista della Torre, il quale nel 1729 donò alla chiesetta un quadro che ritrae il santo titolare.

### Altro
- Lapide commemorativa dell'insurrezione del 1806, all'esterno della ex casa Molciani[23]